# Ion Ganea (senator)
Ion Ganea (n. 10 iulie 1951, Gologanu, Vrancea, România) este un fost senator, ales în legislatura 2016 - 2020. Ion Ganea a fost ofițer de Securitate, pensionat cu gradul de colonel. În cadrul activității sale parlamentare, Ion Ganea a fost membru în grupurile parlamentare de prietenie cu Republica Arabă Egipt, Republica Federală Germania, Republica Peru și Republica Arabă Siriană. Ion Ganea, ales ca senator pe lista PMP Tulcea, susține că el a fost ofițer de informații în cadrul unui serviciu de contraspionaj al statului român, ceea ce contravine cu decizia Consiliului Național pentru Studierea Arhivelor Securității (CNSAS), potrivit căreia ar fi fost lucrător al Securității din perioada regimului comunist.

## Legături externe
- Activitatea parlamenară Arhivat în 2 ianuarie 2017, la Wayback Machine.